# Chantal trópusi vihar (2019)
A Chantal trópusi vihar egy gyenge trópusi vihar volt 2019 augusztusának végén az Atlanti-óceánon, amely kis mértékben veszélyeztette az Azori-szigeteket. Chantal a szezon negyedik rendszere, és harmadik nevet kapott vihara volt.

## Meteorológiai lefolyás
Chantal az USA keleti partjainál formálódott, majd északnak, aztán északkeletnek haladva kijutott a nyílt óceánra, és volt rá egy kis esély, hogy trópusi depressziónként elérheti az Azori-szigeteket, de végül egy kanyart leróva feloszlott az óceán közepén. Sem károk nem keletkeztek, sem áldozatok nem voltak.

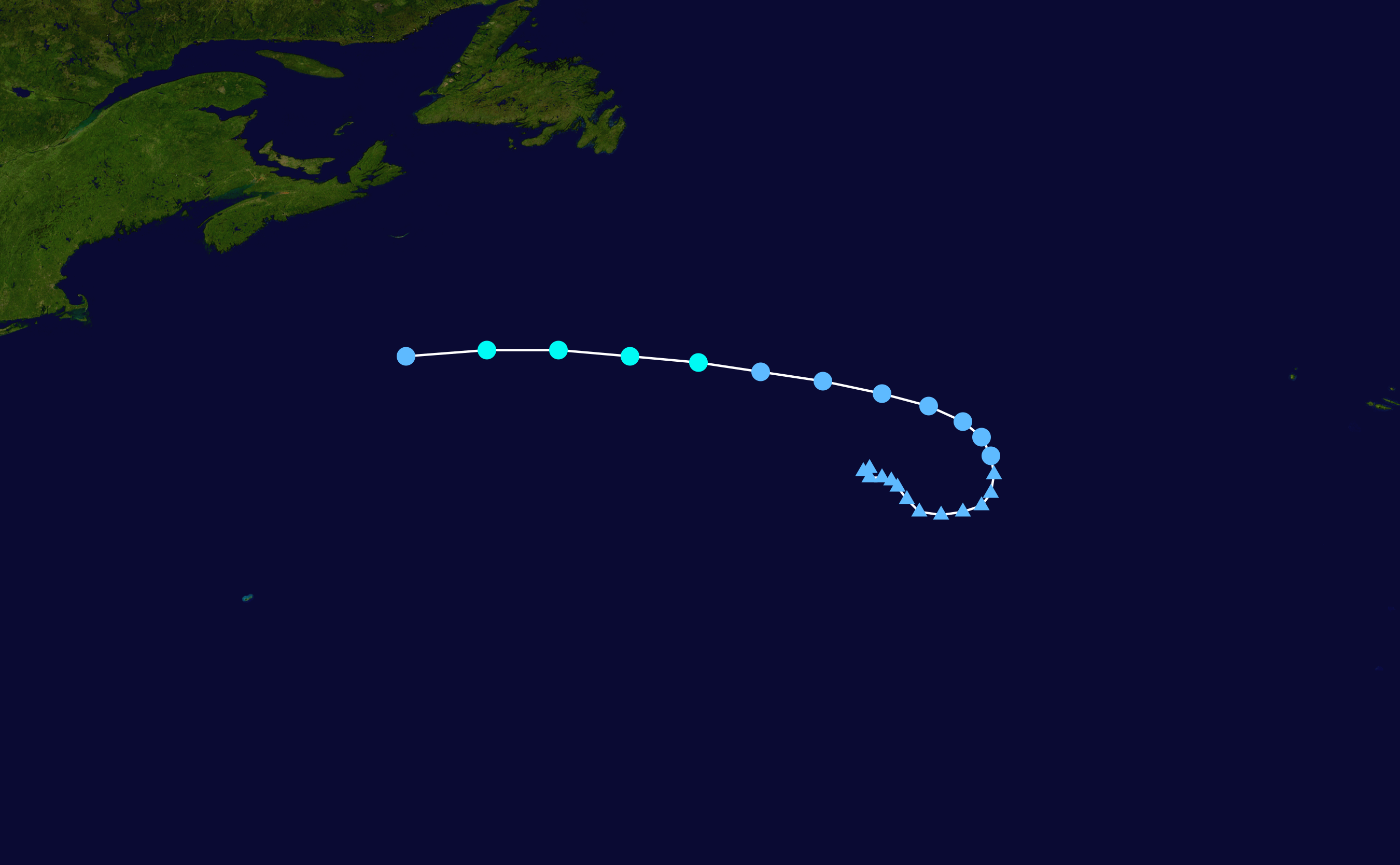
A vihar útja.

## Fordítás
Ez a szócikk részben vagy egészben  a(z)   2019 Atlantic hurricane season című angol Wikipédia-szócikk fordításán alapul.  Az eredeti cikk szerkesztőit annak laptörténete sorolja fel. Ez a jelzés csupán a megfogalmazás eredetét és a szerzői jogokat jelzi, nem szolgál a cikkben szereplő információk forrásmegjelöléseként.